# Macrophysis luzona
Macrophysis luzona är en skalbaggsart som först beskrevs av Fabricius 1775.  Macrophysis luzona ingår i släktet Macrophysis och familjen långhorningar.
Artens utbredningsområde är Filippinerna. Inga underarter finns listade i Catalogue of Life.